# نایب‌السلطنگی گونگ‌هه
نایب‌السلطنگی گونگ‌هه (به چینی: 共和) یک دوره فترت در تاریخ چین از ۸۴۱ پیش از میلاد تا ۸۲۸ پیش از میلاد بود، پس از اینکه پادشاه لی ژو توسط اشرافش در جریان شورش مردم چین علیه پادشاه فاسد و پیرشان، تبعید شد. این دوره تا زمان برتخت نشستن پسر پادشاه لی، پادشاه شوآن ژو ادامه داشت.

## تاریخچه
پادشاه لی یک پادشاه فاسد و منحط بود. پادشاه لی برای پرداخت بهای خوشی‌ها و رذیلت‌هایش، مالیات‌ها را افزایش داد و باعث بدبختی رعایای خود شد. گفته می‌شود که او مردم عادی را از سود بردن از جنگل‌ها و دریاچه‌های عمومی منع کرد. او قانون جدیدی وضع کرد که به او اجازه می‌داد هر کسی را که جرأت می‌کرد علیه او صحبت کند، با مرگ مجازات کند.
حکومت بد پادشاه لی بسیاری از دهقانان و سربازان را مجبور به شورش کرد و لی در محلی به نام ژی در نزدیکی لینفن (۸۴۲ پیش از میلاد) به تبعید فرستاده شد. پسرش را یکی از وزیرانش در اختیار گرفت و پنهان کرد. هنگامی که لی در سال ۸۲۸ پ. م در تبعید درگذشت، قدرت به پسرش واگذار شد.

### تفسیر
به گفته سیما چیان مورخ دودمان هان (که گونگ‌هه را در سوابق مورخ بزرگ خود به "هماهنگی مشترک" تعبیر کرده است)، در دوران سلطنت گونگ‌هه، دودمان ژو به طور مشترک توسط دو حاکم، حاکم دینگ ژو و حاکم مو شائو اداره می شد. از این رو دولت را به یک نایبآلسلطنگی مشترک تبدیل می‌کرد.
اکتشافات بعدی نادرست بودن سخنان سیما چیان را ثابت کرد. با توجه به سالنامه‌های بامبو، یک متن باستان‌شناسی کشف‌شده در دوران باستان، که مربوط به پس از سیما چیان است، سلطنت گونگ‌هه دوره‌ای بود که در آن سلسله ژو توسط یک فرد (بزرگ دودمان گونگ) اداره می‌شد - این تفسیر کاملاً توسط یک متن مستقل باستان‌شناسی کشف شده به نام شینیان (繫年) تایید شده است.

### اهمیت تاریخ‌نگاری
سال اول سلطنت گونگ‌هه، ۸۴۱ پ. م، در تاریخ چین باستان بسیار مهم است، زیرا سیما چیان توانسته بود گاه‌شمار سال به سال را تا آن تاریخ به‌دست اورد، اما او و مورخان بعدی نتوانستند با اطمینان تاریخ هیچ کدام از رویدادهای پیش از آن را در تاریخ چین را تعیین کنند. خود سیما اطلاعات مربوط به تاریخ های پیشین را در منابع خود غیر قابل اعتماد و متناقض می‌دانست و از این رو ترجیح داد آنها را در نوشته‌های خود استفاده نکند. دولت جمهوری خلق چین از پروژه گاهشماری شیا-شانگ-ژو حمایت کرد، پروژه ای چند رشته ای که به دنبال تخمین بهتری برای تاریخ های قبل از ۸۴۱ پ. م بود، اما پیش‌نویس گزارش این پروژه که در سال ۲۰۰۰ منتشر شد، توسط اندیشمندان مختلف مورد انتقاد قرار گرفت.
چینی‌های امروزی (و همچنین ژاپنی‌ها) هنگام مواجهه با اصطلاح «جمهوری»، کلمه گونگ‌هه را به این معنا وام گرفتند. با این حال، از نظر تاریخی، دوره گونگ‌هه در طول دودمان ژو هیچ معنای جمهوری‌خواهی نمی‌داد؛ زیرا مردم آن زمان مخالفتی با سلطنت نداشتند، بلکه فقط با یک پادشاه خاص مخالف بودند.